# Blaue Engel

Logo di Blauer Engel

Il Blaue Engel (in italiano: "Angelo Blu") è una certificazione tedesca per i prodotti e servizi che hanno aspetti ecosostenibili.
Blauer Engel è la più vecchia etichetta ecologica al mondo e si trova su 10.000 prodotti di 80 categorie diverse.
A seguito di questa iniziativa anche nelle altre nazioni europee sono nate equivalenti etichette.
In base alla classificazione della norma ISO 14020 Environmental statements and programmes for products — Principles and general requirements, è un'etichetta ecologica di tipo I.
In Europa, tale certificazione è indicata nei Criteri Ambientali Minimi (CAM) del Green Public Procurement (GPP) per l'acquisto di carta per copia e carta grafica e affidamento del servizio di pulizia e sanificazione di edifici e ambienti ad uso civile, sanitario e per i prodotti detergenti.

## Storia
Il Blauer Engel è nato nel 1978 su iniziativa del Ministero federale degli interni.
È stata premiata sin dal 1978 dal Jury Umweltzeichen, un gruppo di 13 persone provenienti dai gruppi di tutela dell'ambiente e dei consumatori, industrie, sindacati, commerciali, media e istituzioni religiose.
Nel 1994, alcune nazioni hanno cooperato nello sviluppo della rete Global Ecolabelling Network (GEN) - un gruppo d'interesse no-profit composto da organizzazioni di certificazione ecosostenibili in tutto il mondo.